# Instituto Nacional de Industria
Das Instituto Nacional de Industria (INI, dt. „Nationales Industrie-Institut“) war eine staatliche spanische Holding. Es wurde 1941 als institutioneller Träger der Autarkiebestrebungen des Franco-Regimes gegründet und 1995 aufgelöst. Zwischen den 1940er und 1980er Jahren bildete es die größte und bedeutendste Unternehmensgruppe Spaniens. Wichtige Unternehmen, die auf Initiative des INI gegründet wurden, waren Seat, Endesa und heute unter anderem Namen bekannte Unternehmen der Eisen-, Stahl- und Aluminiumerzeugung und der (petro-)chemischen Industrie. Nachfolgeorganisation ist die SEPI, die Teile der Aufgaben und des Portfolios übernommen hat.

## Geschichte

### Periodisierung und Einordnung in die spanische Wirtschaftsgeschichte
Die Geschichte des INI ist eng mit der spanischen Wirtschaftsgeschichte verbunden, da es während seiner gesamten Existenz ein wichtiges industriepolitisches Instrument war, mit dem der Staat direkt in die Wirtschaft eingriff. Zum Verständnis der Geschichte des INI ist daher ein kurzer Überblick über die spanische Wirtschaftsgeschichte hilfreich, die mit der Periodisierung der INI-Geschichte verbunden wird.
Die Wirtschaftshistoriker Pablo Martín Aceña und Francisco Comín haben das Wirken des INI in drei Phasen eingeteilt: Die Gründungs- und Wachstumsphase von 1941 bis 1963, die Erweiterungs- und Reorganisierungsphase von 1963 bis 1976 und die Zeit der Wirtschaftskrise und industriellen Umstrukturierung in Spanien, die mit der Auflösung des INI endete.
In der ersten Phase nach dem Bürgerkrieg strebte das Franco-Regime einerseits die Industrialisierung Spaniens an und versuchte andererseits, eine möglichst weitgehende Autarkie herbeizuführen. Neben der ideologischen Ansicht, dass die Wirtschaft sich in den Dienst am Vaterland zu stellen habe, war die Autarkiepolitik angesichts der politischen und wirtschaftlichen Isolation des Landes (Spanien wurde vom Marshall-Plan ausgeschlossen) in den ersten Jahren nach dem Zweiten Weltkrieg auch aus der Not geboren. Das INI sollte die Grundlagen der Industrialisierung in Form von Schlüsselindustrien, Energieversorgung und Transportinfrastruktur aufbauen.
Das autarkieorientierte Wirtschaftsmodell geriet in der zweiten Hälfte der 1950er Jahre zunehmend unter Druck, unter anderem da sich der spanische Staat der internationalen Zahlungsunfähigkeit näherte und sich im Inneren wirtschaftlich und sozial motivierter Protest zu formieren begann. Diese Entwicklung mündete schließlich in das Wirtschaftsstrukturgesetz von 1959, das als „Stabilisierungsplan“ bekannt wurde. Es wurde von der spanischen Regierung gemeinsam mit der OECD, der Weltbank und dem IWF ausgearbeitet und sah eine wirtschaftliche Öffnung und vorsichtige Liberalisierung des Landes vor.
In der Folgezeit dominierte wirtschaftspolitisch das Konzept der Entwicklungspläne nach französischem Vorbild. Im Rahmen des ersten Entwicklungsplans, den 1963 das nunmehr industriepolitisch federführende Industrieministerium und das neu geschaffene „Kommissariat für Entwicklungspläne“ formulierten, kam dem INI bereits keine zentrale Rolle mehr zu: Aufgabe des INI wurde es nunmehr, Unternehmen aus Branchen zu übernehmen, die entweder privatwirtschaftlich nicht rentabel waren oder sich zu den geplanten Kapazitätsausweitungen, etwa in der Stahlerzeugung, nicht in der Lage sahen.
Mit dem Tod Francos und dem Übergang zur Demokratie wurde das Konzept der Entwicklungspläne aufgegeben. Die Transición ist wirtschaftspolitisch durch zahlreiche kurzfristige Maßnahmen ohne nachhaltige Konzepte geprägt, die Versuche waren, die durch die Ölpreisschocks der siebziger Jahre verursachte schwere Wirtschaftskrise in den Griff zu bekommen. Langfristige Maßnahmen, die die tiefgreifende Strukturkrise der spanischen Industrie hätten bekämpfen können, waren aufgrund der politischen Unsicherheit in den letzten Monaten des Franco-Regimes und während des Übergangs zur Demokratie, als Spanien z. B. über keine verabschiedete Verfassung verfügte, nicht möglich. Die Wirtschaftskrise verschärfte sich bis Anfang der 1980er Jahre. Erst nach dem Antritt Felipe González’ als Ministerpräsident wurde die Strukturkrise in der spanischen Industrie in wirksamer Weise politisch angegangen. Seine mittelfristigen Wirtschaftsprogramme und Branchen-Umstrukturierungspläne sollten die spanische Industrie, die strukturell noch viele Merkmale aus der Autarkiephase aufwies, international wettbewerbsfähig machen. Das INI war in der ersten Teilphase der Unsicherheit in zunehmendem Maße gezwungen, vom Konkurs bedrohte oder bereits zahlungsunfähige Unternehmen zu übernehmen, um die stark gestiegene Arbeitslosigkeit abzufedern. Im Zuge der Reformpolitik der Regierung González wurde es grundlegend reorganisiert, zahlreiche Unternehmen wurden privatisiert und die Einrichtung selbst schließlich 1995 nach Überführung der verbleibenden Unternehmen und Beteiligungen an andere staatliche Träger aufgelöst.

### Gründungs- und Wachstumsphase (1941–1963)
Das INI wurde durch ein Gesetz vom 25. September 1941 gegründet. In Artikel 1 dieses Gesetzes wurde ihm die Aufgabe übertragen, „im Dienste der Nation die Schaffung und Wiederbelebung unserer Industrien voranzutreiben und zu finanzieren, insbesondere jener, die anstreben, die sich aus den Mängeln der Landesverteidigung ergebenden Probleme zu lösen, und derjenigen, die sich der Entfaltung unserer wirtschaftliche Autarkie verschreiben, wobei es den spanischen Ersparnissen eine sichere und attraktive Anlage bietet.“ Vorbild war das 1933 gegründete italienische Istituto per la Ricostruzione Industriale (IRI), das Mussolini zum Industrialisierungsinstrument ausgebaut hatte. Das INI-Gründungsgesetz ist in weiten Teilen eine Übersetzung der Statuten des IRI.
Das INI unterstand direkt dem Staats- und Regierungschef Francisco Franco und finanzierte sich in der Anfangsphase hauptsächlich durch die Emission staatlich garantierter Obligationen (Anleihen). Mit diesen Geldern baute das INI einen Konzern von selbst begründeten Tochterunternehmen auf, welche es als Holding verwaltete.
Erster Präsident des INI war von 1941 bis 1963 Juan Antonio Suanzes, ein Militäringenieur und Jugendfreund Francos. Er war der führende Kopf der Industriepolitik der gesamten ersten Phase und organisierte das INI als von ihm persönlich gelenkte Koordinations- und Planungseinheit, deren ausführende Organe die jeweiligen Tochterunternehmen waren. In den Jahren 1938/39 und von 1945 bis 1951 war Suanzes zudem Industrieminister Spaniens. Sein Nachfolger in diesem Amt war bis 1962 sein Vertrauter Joaquín Planell, zuvor Vizepräsident des INI und in führender Funktion in mehreren neugegründeten Staatsunternehmen tätig.
Suanzes und Planell strebten über INI und Industrieministerium an, die Investitionen und Produktionstätigkeit der spanischen Wirtschaft direkt zu lenken. Hauptziele waren dabei Importsubstitution und die Steigerung der heimischen Produktion autarkiewichtiger Güter. Da zur heimischen Produktion unter der bestehenden Wirtschaftsordnung fast keine Alternativen bestanden, traten Kosteneffizienz, Opportunitätskosten und Marktmechanismen folgende Allokation der Produktionsfaktoren gegenüber der Sicherstellung von Produktion in den Hintergrund. Vielen Autoren zufolge spiegelte sich darin die Ingenieursmentalität von Suanzes wider, der betriebswirtschaftlichen Kriterien neben technischer Machbarkeit nur eine untergeordnete Rolle zumaß.
Ein von Suanzes 1942 ausgearbeiteter Plan sah die Gründung von Unternehmen und den Ausbau von Unternehmensbeteiligungen in sechs Bereichen vor, die sich über die ganze Industrie spannten. Sie umfassten vorwiegend in Spanien kaum vorhandene Branchen, deren Erzeugnisse als unverzichtbar für ein Industrieland angesehen wurden. Die genannten Branchen sind größtenteils durch hohe Kapitalintensität geprägt, die den Aufbau großer Produktionsstätten nötig macht.
1. Basisindustrien wie Eisen- und Stahlerzeugung, Kupfer- sowie Aluminiumverhüttung, feste Brennstoffe, Bodenschatzprospektion,
2. weitere autarkiewichtige Güter erster Verarbeitung, darunter die Herstellung von flüssigen Brennstoffen aus Schiefer und Kohle, Erdöl- bzw. Erdölersatzstoffraffinerien, Dünger, chemische Basisindustrie und Sprengstoffherstellung,
3. allgemeine Grundlagentechnologien, besonders Elektrizitätserzeugung und Vergrößerung der Handelsmarine durch Schiffbau auf spanischen Werften,
4. für die Industrialisierung unerlässliche Branchen des verarbeitenden Gewerbes: Werkzeugmaschinen, Verbrennungsmotoren für Kraftfahrzeuge und Eisenbahn, PKW- und LKW-Produktion, elektrisches Material aller Art,
5. militärische Industrien zur Landesverteidigung: Bau von Panzern, Kriegsschiffen, Flugzeugen, Torpedos, optischen Geräten und Militärkommunikationsmitteln, sowie
6. Kommunikationsmittel und andere Dienstleistungen wie Telekommunikation, Eisenbahnbau, Bau und Betrieb von Flugzeugen.

Das Programm wurde nie vollständig umgesetzt, war aber Orientierungspunkt der umfangreichen Gründungs- und Beteiligungsaktivitäten des INI in der ersten Phase seines Bestehens und prägte seine Unternehmensstruktur während seines gesamten Bestehens. In den 1940er und 1950er Jahren wurden vor allem Basisindustrien (Metallverhüttung, Petrochemie), besonders wichtige verarbeitende Industrien (Kfz- und LKW-Bau) und die Stromerzeugung aufgebaut. Einige der heute bedeutendsten spanischen Unternehmen wie Seat und Endesa sind Gründungen des INI aus dieser Zeit (zu den zugehörigen Unternehmen siehe unten). Das INI mobilisierte hierzu in Spanien eine hohe Menge an Kapital, 1960 betrug der Gesamtschuldenstand seiner Unternehmen nicht weniger als 8 % des spanischen Nationaleinkommens.
Gerade in der Frühzeit verfolgte das INI auch wirtschaftlich wenig rationale Unternehmungen, die zum Teil bedeutende Mengen an Kapital und Arbeit verschlangen. So wurde in ressourcenverzettelnder Weise versucht, rohstoffsubstituierende Stahl- und Treibstoffgewinnungsverfahren des Dritten Reiches (u. a. Synthetisches Benzin aus Kohle und Ölschiefer) zu übernehmen und das Prestigeprojekt eines PKWs aus eigenständig spanischer Entwicklung voranzutreiben. In den ersten Jahren war außerdem die Bodenschatzprospektion geradezu eine Obsession des INI, da der Führungskreis um Suanzes der Ansicht war, dass Spaniens Böden reiche Vorkommen aller Art beherbergen müssten, die nun der nationalen Sache zugutekommen sollten. Diese Auffassung war eine Spätfolge der seit Ende des 19. Jahrhunderts wiederholt in Spanien geäußerten Forderungen, dass die Bodenschätze (wie etwa die Schwefelkies-Minen am Río Tinto) nicht ausländischen Investoren überlassen werden sollten, die sich zu einer regelrechten Ideologie des „Regenerationismus“ ausgeformt hatten. Die tatsächlichen Erfolge der Prospektion waren angesichts der Erwartungen eher bescheiden.
Als besondere Auffälligkeit dieser Zeit wird zudem der „Importhunger“ des INI angesehen. Die Staatsholding, die eigentlich die wirtschaftliche Abhängigkeit vom Ausland überwinden sollte, war wegen der fehlenden technischen Voraussetzungen bei der Gründung ihrer Unternehmen in hohem Maße auf den Import von Technologie, Planungsleistungen und Material aus dem Ausland angewiesen.

### „Subsidiäre“ Rolle unter den Entwicklungsplänen (1963–1976)
Nachdem 1959 das autarkieorientierte Modell der Wirtschaftsentwicklung in der reinen Form sein Ende erlebt hatte, begann nach der Implementierung des Stabilisierungs- und Liberalisierungsplans von 1959 ab 1964 eine Phase sogenannter indikativer Wirtschaftsplanung nach französischem Vorbild in Spanien. Den Rahmen dieser Politik bildeten sogenannte, in den 1960er Jahren in vielen Ländern erarbeitete Entwicklungspläne, von denen in Spanien bis 1975 insgesamt drei aufgestellt wurden (der erste Plan 1964–1967, der zweite Plan 1968–1971 und der dritte Plan 1972–1975). Dem ersten Plan vorausgegangen war ein Bericht der Weltbank von 1962 über die Entwicklungspotentiale der spanischen Wirtschaft und eine Vortragsreise von Pierre Massé, dem französischen Plankommissar. Ein vierter Plan für die Jahre 1976 bis 1980 kam während der politischen Unsicherheit nach der Ermordung von Regierungschef Carrero (1973) und dem Tod Francos (1975) nicht mehr zustande.
Mit den Entwicklungsplänen ging eine neue Industriepolitik einher, die der Privatwirtschaft den Vorrang gab und die Gründung weiterer staatlicher Unternehmen nur noch als eine „subsidiäre“ Lösung in Fällen ansah, in denen private Unternehmerinitiative wegen mangelnder Rentabilität oder zu hohen Risikos ausblieb. Die Anreize für die Privatwirtschaft wurden im Rahmen allgemeiner Pläne formuliert, die durch konzertierte Aktionen und runde Tische zwischen Wirtschafts- und Staatsvertretern für einzelne Branchen konkretisiert wurden. Damit sollte die von Suanzes und Planell verfolgte direkte Wirtschaftslenkung durch „indikatives“, indirektes Eingreifen des Staates, das im Setzen von wirtschaftlichen Anreizen und in der gemeinsamen Investitions- und Produktionsplanung von Staat und Privatwirtschaft bestand, ersetzt werden. Für die Industrieentwicklung bedeutende Branchen sollten bevorrechtigt und unterstützt werden. Direkte staatliche Eingriffe, als deren Träger das INI auftrat, behielt sich die Regierung für den Fall nicht zufriedenstellender Ergebnisse bzw. mangelnden Interesses der Wirtschaft an den Zielvorgaben des Staates vor, was auf die Privatwirtschaft eine disziplinierende Wirkung ausüben sollte. Die Entwicklungspläne erfüllten für die Diktatur insgesamt auch die Aufgabe, die ursprünglich angedachte Liberalisierung der Wirtschaft in gelenkteren Bahnen verlaufen zu lassen und die Wende von der Autarkie zur freien Marktwirtschaft deutlich abzuschwächen.
Träger der „neuen“ Industriepolitik waren insbesondere der Kommissar für den Entwicklungsplan, Laureano López Rodó, und seine neu geschaffene Behörde, das „Büro für Wirtschaftskoordination und -programmierung“ (OCYPE), und das Industrieministerium unter dem in Nachfolge von Planell ernannten Minister Gregorio López Bravo. In der gesamten Wirtschaftspolitik gewannen technokratische Politiker aus dem Umfeld des Opus Dei an Einfluss, die bereits die wirtschaftspolitische Wende von 1959 geprägt hatten. Neben López Rodó und López Bravo gehörten auch Finanzminister Mariano Navarro Rubio und Handelsminister Alberto Ullastres dieser Organisation an.
Für die Gruppe um Suanzes und Planell bedeutete die Neuorientierung eine politische Niederlage. Nach der Ablösung Planells als Industrieminister trat 1963 nach andauerndem Machtkampf um die Gunst Francos auch Suanzas als Präsident des INI zurück. Sein Nachfolger José Sirvent stammte aus den Reihen des INI und stand innerhalb der Institution für Kontinuität. Das Institut selbst hatte allerdings politisch deutlich an Einfluss verloren. Seit 1968 unterstand das INI nicht mehr direkt dem spanischen Regierungschef, sondern dem Industrieministerium. Bereits am 28. Dezember 1958 war ein Gesetz verabschiedet worden, durch das das INI die Mittel für Investitionen und Neugründungen künftig selbst am „normalen“ Kreditmarkt zu beschaffen hatte, also keine automatischen Kredite aus dem Staatshaushalt oder von der Nationalbank mehr erhielt. Dennoch fielen operative Verluste aus dem laufenden Geschäft der zum Teil nicht rentabel arbeitenden, aber für die spanische Wirtschaft als unverzichtbar angesehenen Unternehmen, letztlich auf den Staatshaushalt zurück, allerdings über den Umweg finanzieller Probleme des INI. Zudem war das INI in vielen Bereichen aktiv, in denen seine Unternehmen aufgrund der Investitionsanreize der Entwicklungspläne besondere Konditionen für Kredite und Subventionen erhielten, so dass die Staatsholding in seiner Finanzierung auch in dieser Phase nur eingeschränkt den – im spanischen Bankensektor damals ohnehin nicht voll entfalteten – Spielregeln des freien Marktes unterworfen war.
An der Spitze des INI folgte auf Sirvent 1969 Julio Calleja, der jedoch bereits 1970 durch Claudio Boada ersetzt wurde, der kein Parteifunktionär, sondern ein Manager aus der Privatwirtschaft war.
Im Sinne der Subsidiarität wandelte sich das INI in dieser Phase vor allem zu einem „Krankenhaus“ für finanziell angeschlagene Unternehmen, welche dem durch die Liberalisierung verstärkten internationalen Wettbewerb nicht standhalten konnten. Eigentliches Ziel war, diese Unternehmen zu sanieren und gemeinwohlverträglich, aber rentabel zu führen, was jedoch bei den betroffenen Unternehmen nicht gelang. Durch die zunehmende Zahl unrentabler Unternehmen, die durch das INI „verwahrt“ wurden, verschlechterten sich seine finanzielle Situation und Gesamtrentabilität. Eine grundlegende Neuorientierung der Investitionstätigkeit fand unter diesen Bedingungen gleichwohl nicht statt; die Struktur blieb weitgehend diejenige der Vorphase.
Der neue Direktor Boada versuchte Anfang der 1970er Jahre, den schnell und planlos anwachsenden Konzern neu zu strukturieren und schuf eine neue Struktur mit fünf Sparten, deren Unterabteilungen zeigen, wie groß der Einfluss der Anfangsphase in der Holding noch immer war:
1. Stahl, Metallurgie und Bergbau
2. Erdölraffinerie, Petrochemie, Erdgas und Elektrizität
3. Chemie, Nahrungsmittel und andere Unternehmen erster Verarbeitung
4. Weiterverarbeitende Unternehmen (unter anderem Kraftfahrzeugbau)
5. Dienstleistungen und Luftfahrt.

Boada versuchte, das Unternehmensportfolio zu restrukturieren, um die Gruppe rentabler und damit für den Staatshaushalt weniger belastend zu gestalten. Er legte unter anderem in ähnlichen Bereichen agierende Unternehmen und Sparten zusammen, zum Beispiel die Düngerfabriken und die Erdölunternehmungen.
Ein erneuter Weltbankbericht von 1972 bestätigte die Politik Bodas und kritisierte die noch immer sehr starken direkten Eingriffe des Staates in die Wirtschaft. Der Bericht empfahl dem INI, die rentablen Zweige Elektrizität, Chemie, Nahrung und Textil zu privatisieren und die Staatsaktivität auf die restrukturierungsbedürftigen Sektoren Werften, Bergbau und Eisen- und Stahlerzeugung zu konzentrieren. Boada konnte sich jedoch in den Machtkämpfen des in Agonie liegenden Regimes nicht durchsetzen und wurde im Januar 1974 abgelöst.
Zwischen 1974 und 1976 fand während der ersten Ölkrise und in der ersten Phase nach dem Tod Francos kaum noch eine planvolle Industriepolitik statt. Auch das INI, das zwischen 1974 und 1978 vier verschiedene Präsidenten hatte, verfolgte keinen klaren Kurs. Man versuchte unter anderem, ausländisches Kapital für die INI-Unternehmen anzuziehen und seinen Technologiebereich zu stärken. Auch mittel- und langfristige Investitions-, Produktions- und Absatzplanung in den Unternehmen sollte eingeführt werden, was aber unter anderem an der Trägheit, die dem INI als Staatsindustriekomplex zu eigen war, und an der mangelnden Kontinuität der Führung scheiterte.

### Wirtschaftskrise und Umstrukturierung (1976–1996)
In der Zeit zwischen der ersten und der zweiten Ölkrise geriet Spanien nach 15 Jahren starken Wirtschaftswachstums in eine schwere Wirtschaftskrise, die eine tiefgreifende Strukturkrise der Industrie offenbarte. Insbesondere die zuvor stark expandierenden, energie- und kapitalintensiven Branchen wie die Stahl-, die Automobil- und vor allem die Schiffbauindustrie mussten restrukturiert werden, um überlebensfähig zu bleiben. Die Arbeitslosigkeit stieg bis Anfang der 1980er Jahre auf über 22 Prozent. Die ersten Regierungen nach dem Tod Francos waren auf die Sicherung sozialen Friedens und die Beibehaltung öffentlicher Ordnung in einer Zeit politischen Umbruchs angewiesen. Sie waren daher nicht in der Lage, tiefgreifende Reformpläne zu verabschieden und Umstrukturierungsmaßnahmen vorzunehmen, sondern betrieben „Kompensationspolitik“, indem sie von der wirtschaftlichen Entwicklung, insbesondere den steigenden Energiepreisen, benachteiligten Branchen Subventionen zusprachen. Damit belasteten sie nicht nur den Staatshaushalt, sondern zögerten auch wirkliche Anpassungsmaßnahmen hinaus.
Die spanische Industrie war seit 1960 insbesondere in technologisch ausgereiften und energieintensiven Sektoren expandiert und hatte sich im internationalen Wettbewerb auf Bereiche wie Schiffbau, Eisen- und Stahlerzeugung und Bergbau spezialisiert. Hinzu kamen arbeitsintensive Branchen wie die Textil- und Schuhindustrie, deren Standortvorteile aufgrund steigender Energie- und Lohnkosten in der Transición schrumpften. In allen genannten Branchen waren finanzielle Schwierigkeiten von Unternehmen und steigende Arbeitslosigkeit in der zweiten Hälfte der 1970er Jahre die Folge.
Die Hauptfunktion des INI bestand in dieser Zeit darin, in ihrem Bestand lebensgefährlich bedrohte private Unternehmen zu übernehmen, ihnen die Insolvenz zu ersparen, den operativen Betrieb und Arbeitsplätze zu erhalten und sie später zu reprivatisieren. Unter den Bedingungen der Wirtschaftskrise ließ sich letzteres jedoch kaum umsetzen, so dass sich die finanzielle Situation der Staatsholding zunehmend verschlechterte. Die Lohnkosten stiegen in dieser Phase im INI stärker als im nationalen Durchschnitt und besonders im internationalen Vergleich, da in Spanien Lohnsteigerungen über eine feste Formel (verankert im 1978 ohne Beteiligung der Gewerkschaften geschlossenen Pakt von Moncloa) direkt an die Inflationsrate gekoppelt war, die ihrerseits durch derartige Lohnsteigerungen erhöht wurde. Viele der ursprünglichen INI-Unternehmen waren ebenso wie die „Notfall-Verstaatlichungen“ durch nicht oder kaum wettbewerbsfähige Produktionsmethoden, Überkapazitäten aufgrund gewandelter Marktsituation und ineffizienten Strukturen in Verwaltung und Produktion gekennzeichnet.
Die Regierung von Adolfo Suárez folgte nach der Verabschiedung der neuen Verfassung von 1978 industriepolitisch zunehmend der in anderen von der Ölkrise betroffenen Ländern bereits eingeführten Strategie, unternehmensübergreifende Branchen-Restrukturierungspläne zu implementieren. Auch das INI war mit seinen angeschlagenen Unternehmen in Umstrukturierungspläne eingebunden. Unter dem 1978 eingesetzten neuen Präsidenten José Miguel de la Rica gelang es, einen Parlamentsbeschluss zu erwirken, welcher der Regierung untersagte, das INI zu weiteren Übernahmen angeschlagener Unternehmen zu verpflichten, wie dies zuvor häufig gegen den Willen des Instituts geschehen war.
Die Investitionsstruktur der Gruppe veränderte sich infolgedessen langsam, aber nachhaltig. 1981 wurden die Erdölraffinerien aus dem INI ausgegliedert und dem neuen Instituto Nacional de Hidrocarburos (dt. Nationalinstitut für Kohlenwasserstoffe, INH) eingegliedert. Eine grundlegende Reform des INI wurde jedoch erst nach Regierungsantritt von Felipe González in Angriff genommen, weil einerseits González mit solider Parlamentsmehrheit regieren konnte und andererseits seine Partei PSOE direkt mit der wichtigsten Gewerkschaft UGT verbunden war. Letzteres ermöglichte, Abkommen mit den Gewerkschaften zu schließen, die zuvor Sanierungsmaßnahmen, die mit Arbeitsplatzabbau und Lohnkürzungen verbunden waren, durch häufige und lange Streiks erschwert hatten.
Unter der neuen Regierung González, der erfahrene Manager nicht nur im INI, sondern auch im Industrieministerium tätig werden ließ, wurde das INI unter dem Gesichtspunkt internationaler Wettbewerbsfähigkeit neu ausgerichtet. Damit wurde nach Jahrzehnten endgültig mit dem auf nationale Selbstversorgung ausgerichteten Gründungsauftrag gebrochen und erstmals eine langfristige Reform des Konzerns geplant und umgesetzt, die die unternehmen international wettbewerbsfähig machen und entlang komparativer Kostenvorteile ausrichten sollte. Ausdrückliches Ziel war, die Unternehmen rentabel zu führen.
Neben neuen Umstrukturierungsplänen für die beinahe vollständig in INI-Hand befindliche spanische Eisen- und Stahlindustrie, die Werften und die Düngerindustrie kam es zu umfassenden internen Reorganisationen im INI. Die Unternehmen wurden zur größeren Einheiten zusammengefasst, effektivere Controlling-Methoden wurden eingeführt. Gleichzeitig verfolgte die Regierung Kapazitätsabbau (und damit Arbeitsplatzabbau) und die Zurückführung von Investitionen, die von nun an Unternehmen und Sparten mit Aussicht auf Rentabilität und internationale Wettbewerbsfähigkeit vorbehalten blieben. Aus diesem Grund wurde auch davon abgesehen, weiter am Stahlwerk in Sagunt zu bauen, obgleich es sich seit mehr als einem Jahrzehnt in einem Modernisierungs- und Erweiterungsprozess befunden hatte. Innerhalb des INI entstanden große Unternehmensgruppen, indem bestehenden Großunternehmen andere Unternehmen angegliedert wurden.
Die spanische Regierung verfolgte auch mit Blick auf den Beitritt zu den Europäischen Gemeinschaften das Ziel, die rentablen Staatsunternehmen nach und nach zu privatisieren und damit den direkten Einfluss des Staates in der Wirtschaft zu reduzieren. Unternehmen, die nicht mehr in das Portfolio passten, darunter Notverstaatlichungen der 1970er Jahre, wurden verkauft. Die aufsehenerregendste Privatisierung dieser Phase war diejenige von Seat, das 1986 an Volkswagen verkauft wurde. Einige als nicht sanierbar eingestufte Unternehmen wurden geschlossen. Seit 1986 machten INI und INH zusammengenommen erstmals seit Mitte der 1970er Jahre dauerhaft keine Verluste mehr.
1992 wurden diejenigen Unternehmen, für deren Branchen das Gemeinschaftsrecht der neuen Europäischen Union eine Deregulierung und Privatisierung vorsah und deren eigenständiges wirtschaftliches Überleben gesichert war, in der neuen staatseigenen Unternehmensgruppe TENEO S.A. ausgegliedert. Im Gegensatz zum INI, bei dem die noch in Restrukturierung befindlichen und nicht privatisierbaren Unternehmen verblieben, war TENEO vom spanischen Staatshaushalt unabhängig.
1995 wurden durch das Königliche Dekret-Gesetz 5/1995, das durch das Gesetz 5/1996 ausformuliert wurde, zwei weitere staatliche Institutionen geschaffen, die Agencia Industrial del Estado (AIE, zu dt. „Staats-Industrieagentur“) und die Sociedad Estatal de Participaciones Industriales (SEPI, dt. „Staatsgesellschaft für Industriebeteiligungen“). INI, INH und bald auch TENEO wurden aufgelöst. SEPI umfasste die ehemals zu TENEO gehörenden Unternehmen und die staatlichen Beteiligungen im Kohlenwasserstoffsektor (an Repsol, Enagás und Gas Natural), die zuvor das INH verwaltet hatte. Die zuletzt zum INI gehörenden Unternehmen wechselten in die AIE, die 1997 von der Regierung Aznar aufgelöst wurde. Die in den 1980er Jahren begonnene Privatisierungspolitik setzte sich in den 1990er Jahren fort. Die in Staatshand verbliebenen Beteiligungen verwaltet das SEPI noch heute.

## Unternehmen

### Übersicht
Das INI war während seines Bestehens bis zum Beginn der 1990er Jahre die größte Unternehmensgruppe Spaniens. Per 31. Dezember 1985 beschäftigten die seinerzeit 63 Unternehmen, an denen das INI die Mehrheit hielt, 187.000 Mitarbeiter (Seat nicht eingeschlossen). Ihr Umsatz betrug 1987 1.573 Milliarden Peseten (damals etwa 22,8 Milliarden Mark). Es war von seiner Größe mit europäischen Konzernen wie Thyssen, Imperial Chemical Industries (ICI) oder Compagnie de Saint-Gobain vergleichbar.
Im Folgenden werden die wichtigsten der vom INI gegründeten oder übernommenen Unternehmen aufgeführt und in ihrer Entwicklung skizziert. Die Darstellung verdeutlicht, dass das INI an großen Teilen der spanischen Industrie zumindest zeitweilig beteiligt war.
Einige der bekanntesten spanischen Staatsunternehmen gehörten nicht zum INI. Die Eisenbahngesellschaft Renfe unterstand dem Verkehrsministerium, während die Erdölmonopolgesellschaft Campsa, die Tabakmonopolgesellschaft Tabacalera (heute Teil von Altadis) und die Lotteriegesellschaft Lotería Nacional (heute Loterías y Apuestas del Estado) unter der Kontrolle des Finanzministeriums standen.

### Bergbau

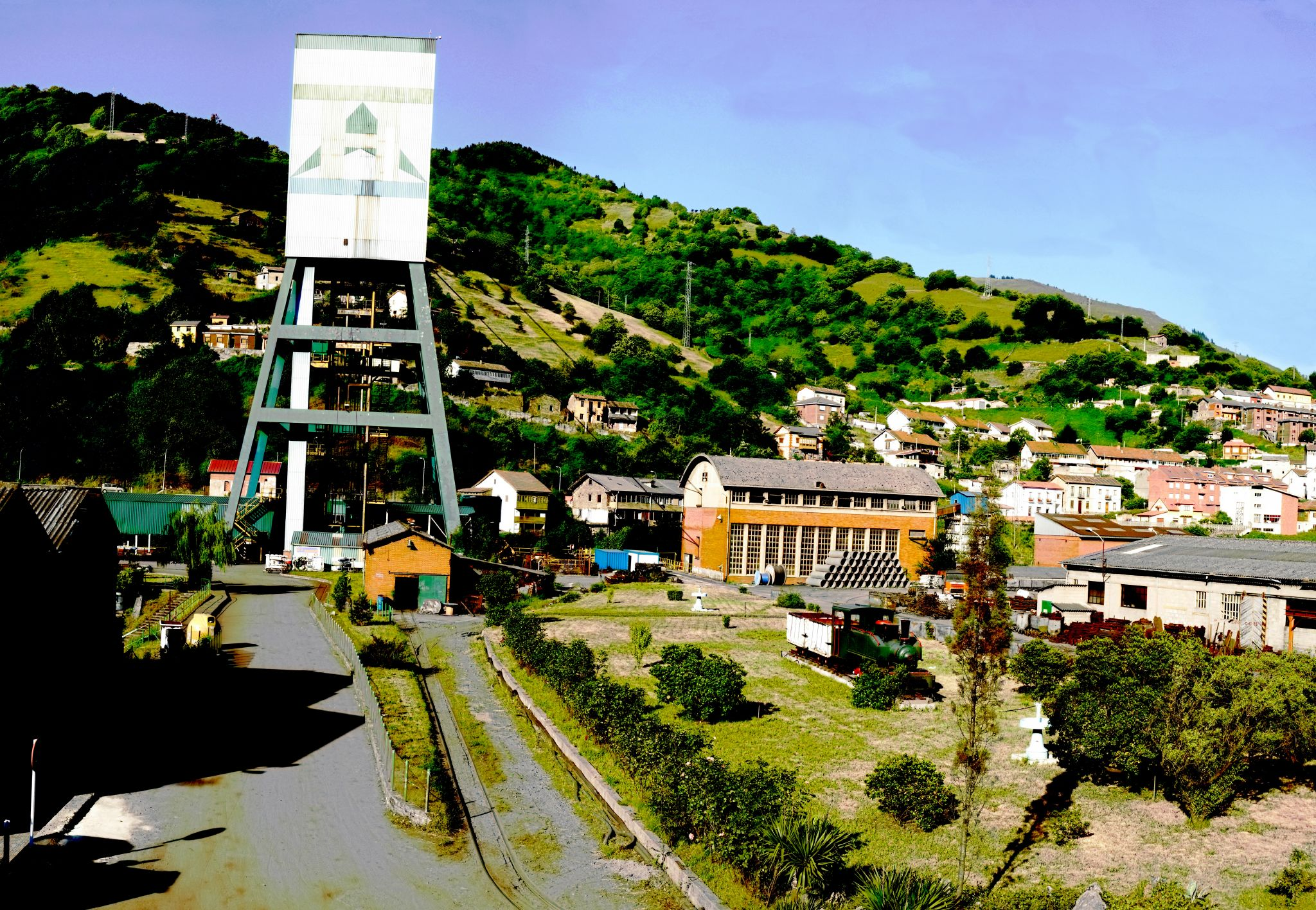
Förderturm der Kohlemine „Santiago“ der Hunosa in Aller (2006) (Foto:
José Luis Martínez Alvarez)

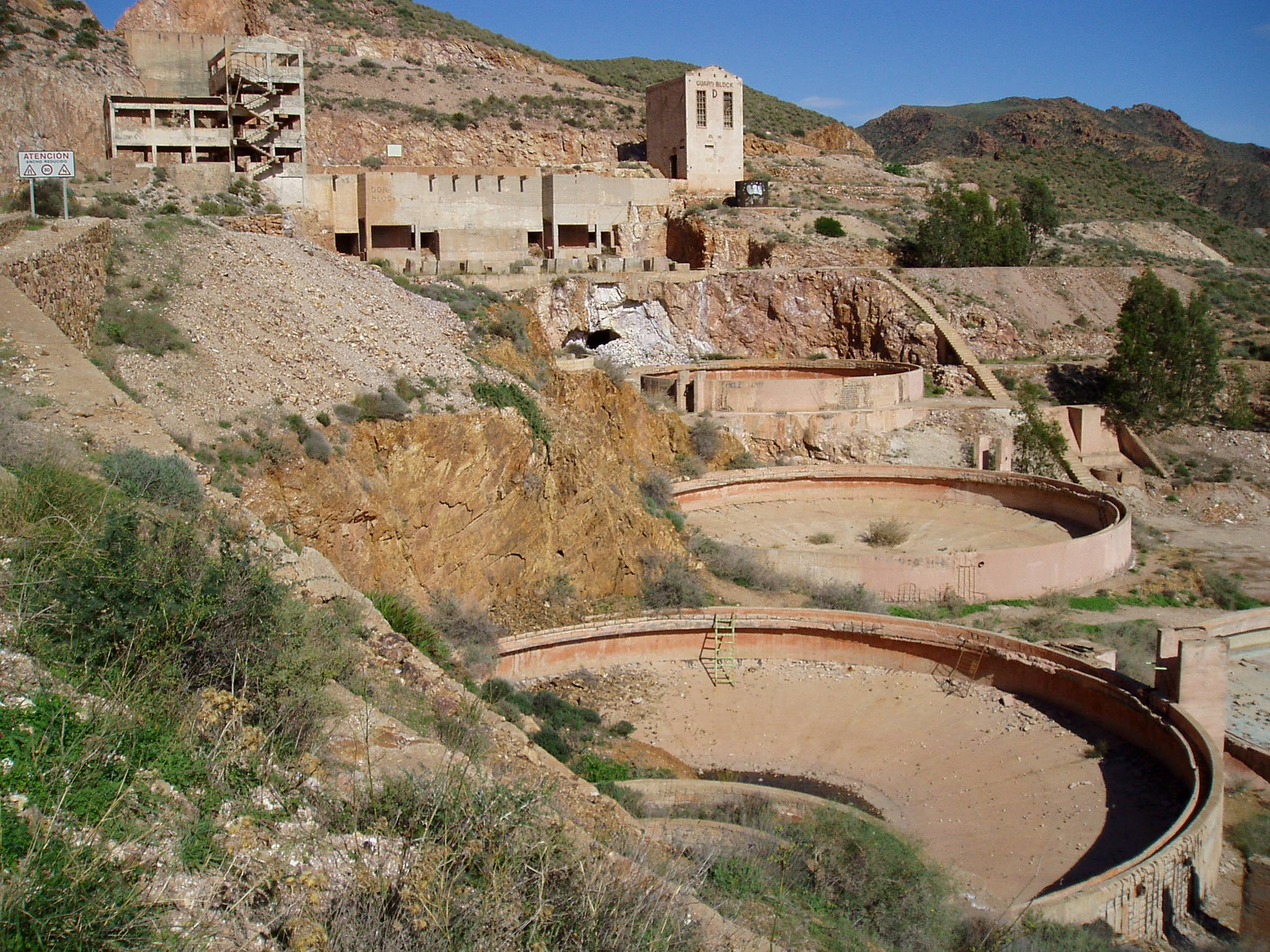
Ruine der „Planta Denver“ Fabrik in Rodalquilar (2008)

Um das Ziel der Erschließung und Nutzung spanischer Bodenschätze zu verfolgen, wurde 1942 die Empresa Nacional Adaro de Investigaciones Mineras, S. A. (kurz ENADIMSA, auch E.N.A. und Adaro) gegründet, die umfangreiche geologische Untersuchungen und Bodenschatzprospektion unternahm. Dieses Unternehmen erforschte neben dem spanischen Boden auch die Phosphatvorkommen in Spanisch-Sahara, der heutigen Westsahara. Zum Abbau wurden dann eigene Bergbauunternehmen bzw. Minenkonsortien gegründet, an denen ENADIMSA vielfach beteiligt war. Der Firmenname erinnert an Luis Adaro Magro (1849–1915), einen spanischen Bergbau-Pionier. ENDAIMSA betrieb unter anderem bis 1966 die Goldminenanlage Planta Denver in Rodalquilar, deren Ruine nach der Stilllegung als Filmkulisse für zahlreiche Filme diente.
Das bekannteste Unternehmen des INI im Bergbaubereich ist die 1967 gegründete Bergbaugesellschaft Hulleras del Norte, S.A. (Hunosa), die ins Leben gerufen wurde, um für die Privatwirtschaft nicht mehr rentable Steinkohleminen in Asturien zu betreiben. Hunosa besteht noch heute und gehört zum Unternehmensbestand des INI-Nachfolgers SEPI.

### Energie- und Gasversorgung
Das INI gründete 1944 die Empresa Nacional de Electricidad, S.A. (Endesa, dt. „Nationales Unternehmen für Elektrizität“). Endesa begann als Energieerzeuger und errichtete in den 1940er und 1950er Jahren ein Kraftwerk in Ponferrada in der Provinz León. In den 1970er Jahren übernahm es zahlreiche weitere in die Krise geratene Energieerzeuger und -versorger, die meist auf regionaler Ebene als Privatunternehmen agiert hatten. Daneben wurden konventionelle Kraftwerke in As Pontes (Provinz La Coruña), Escatrón (Provinz Saragossa) und Carboneras (Provinz Almeria) und das Kernkraftwerk Ascó in der Provinz Tarragona errichtet. Endesa betrieb auch verschiedene Wasserkraftwerke.
Im Rahmen der Restrukturierung und Unternehmenszusammenfassung im INI in den Jahren 1983/84 entstand die Endesa-Gruppe, zu der auch die INI-Beteiligungen an regionalen Stromerzeugern und -versorgern wie Enher (Wasserkraftwerk Ribagorzana, 1943 vom INI gegründet), Gesa (Gas y Electricidad, S.A., 1943 vom INI gegründet), Unelco (Energieversorger der Kanarischen Inseln), das 1968 übernommene Traditionsunternehmen Sevillana de Electricidad (Andalusien) und das Bergbauunternehmen Encasur gehörten. Endesa wurde seit 1988 schrittweise privatisiert und ist heute ein Privatunternehmen.
1972 gründete das INI Enagás (Empresa Nacional de Gas) zum Bau und Betrieb einer innerspanischen Gaspipeline zum Transport von vor allem aus Algerien bezogenem Gas. Es ging 1981 gemeinsam mit den übrigen Gas- und Erdölbeteiligungen im Instituto Nacional de Hidrocarburos auf. Die Mehrheit an Enagás, das Teil des IBEX-35-Aktienindex ist, hielt nach Privatisierung zunächst Gas Natural, das seinen Anteil mittlerweile aber auf ca. 5 % verringerte. Auch das 1957 als Joint-Venture von INI und Campsa zur Herstellung und Abfüllung von Butangas in die in Spanien sehr verbreiteten orangen Behälter gegründete Butano, S.A. (Butanosa) ging im INH auf. Es ist heute als Repsol Butano Teil von Repsol YPF (siehe unten).

### Erdölwirtschaft
Der Erdölmarkt in Spanien war seit 1927 durch das der Campsa, einem Privatunternehmen mit staatlicher Beteiligung, übertragene Monopol über Import, Förderung, Verarbeitung und Vertrieb von Erdölprodukten gekennzeichnet. Privat tätige Unternehmen gab es lediglich auf den Kanarischen Inseln, für die das Monopol nicht galt und wo Cepsa seit 1930 auf Teneriffa eine Raffinerie betrieb.
Das INI griff 1942 in die Erdölbranche ein, als ihm per Dekret die Aufgabe übertragen wurde, ein Unternehmen zu gründen, das aus Ölschiefer und Braunkohle Kohlenwasserstoffe erzeugen sollten. Die Empresa Nacional Calvo Sotelo de Combustibles Líquidos y Lubricantes (kurz Encaso, 1942), benannt nach José Calvo Sotelo, widmete sich ab 1942 dieser Aufgabe. Hierbei wurde vor allem auf Technologie aus dem Dritten Reich zurückgegriffen. Das extrem teure Prestigeunternehmen führte letztlich nicht zum Erfolg und wurde aufgegeben.

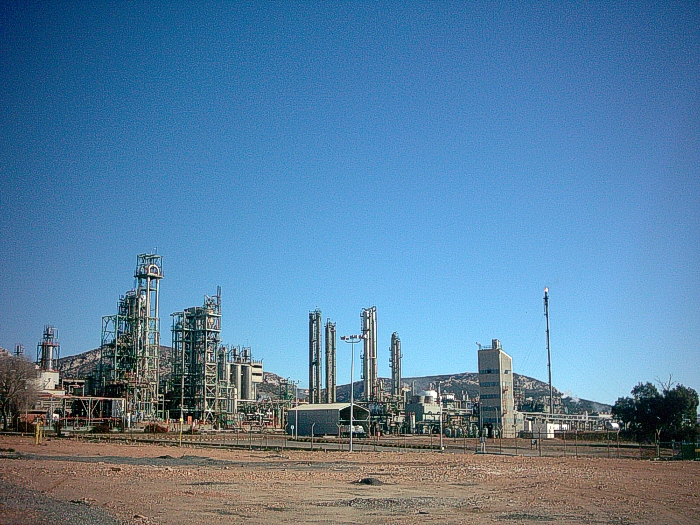
Petrochemie-Komplex in Puertollano (2005)

Stattdessen wurde der Aufbau herkömmlicher Erdölraffinerien betrieben, der 1949 begann. Bis 1972 entstanden vier Raffinerien in Escombreras bei Cartagena, in La Coruña, in Puertollano bei Ciudad Real und in Tarragona, an deren Betreibergesellschaften Repesa, Petrolíber, Encaso und Entasa das INI jeweils mit mehr als 50 % beteiligt war. Das know-how kam in der Regel von ausländischen Unternehmen wie Caltex und Ohio Oil und von der privaten Cepsa.
Um die 1965 fertiggestellte Raffinerie in Puertollano baute Encaso einen petrochemischen Industriekomplex mit eigenem Kraftwerk auf, der lange als „spanisches Bitterfeld“ galt.
Die genannten Erdölgesellschaften Encaso, Entasa und Repesa wurden 1974 in der Empresa Nacional de Petróleo (Enpetrol, dt. „Staatsunternehmen für Erdöl“) zusammengefasst, an der das INI über 70 % hielt.
Im Bereich der Erdölprospektion war ursprünglich auch das INI-eigene Bodenschatzprospektionsunternehmen ENADIMSA tätig gewesen, meist gemeinsam mit einer Tochter der Cepsa. 1960 gründete das INI zwei spezielle Erdölprospektionsunternehmen für Aragonien und Navarra, die 1976 in der Empresa Nacional de Investigaciones de Petróleo, S.A. (Eniepsa, zu dt. „Staatsunternehmen für Erdölforschungen“) zusammengefasst wurden. 1965 entstand daneben die Hispánica de Petróleos, S.A. (Hispanoil) als Erdölprospektionsgesellschaft für das übrige Spanien und Spanisch-Marokko. Nach Ausbau der Beteiligung wird es 1972 100%ige Tochter des INI.
Per Gesetz 8/1981 vom 24. April wurde zur Verwaltung eines Teils der INI-Beteiligungen das Instituto Nacional de Hidrocarburos (INH, zu dt. „Staatsinstitut für Kohlenwasserstoffe“) gegründet. Damit wurden Petrolíber, Hispanoil, Enpetrol, Eniepsa und Petronor und die Gasunternehmen Enagas und Butanosa aus dem INI ausgegliedert. Auch Campsa und Petronor, das seit 1970 eine Raffinerie in Bilbao betrieb, wurden Teile des INH. Aus den Erdölunternehmen des INH und Butanosa wurde 1987 die Repsol-Gruppe gegründet, die seit 1989 schrittweise privatisiert wurde.

### Metallerzeugung

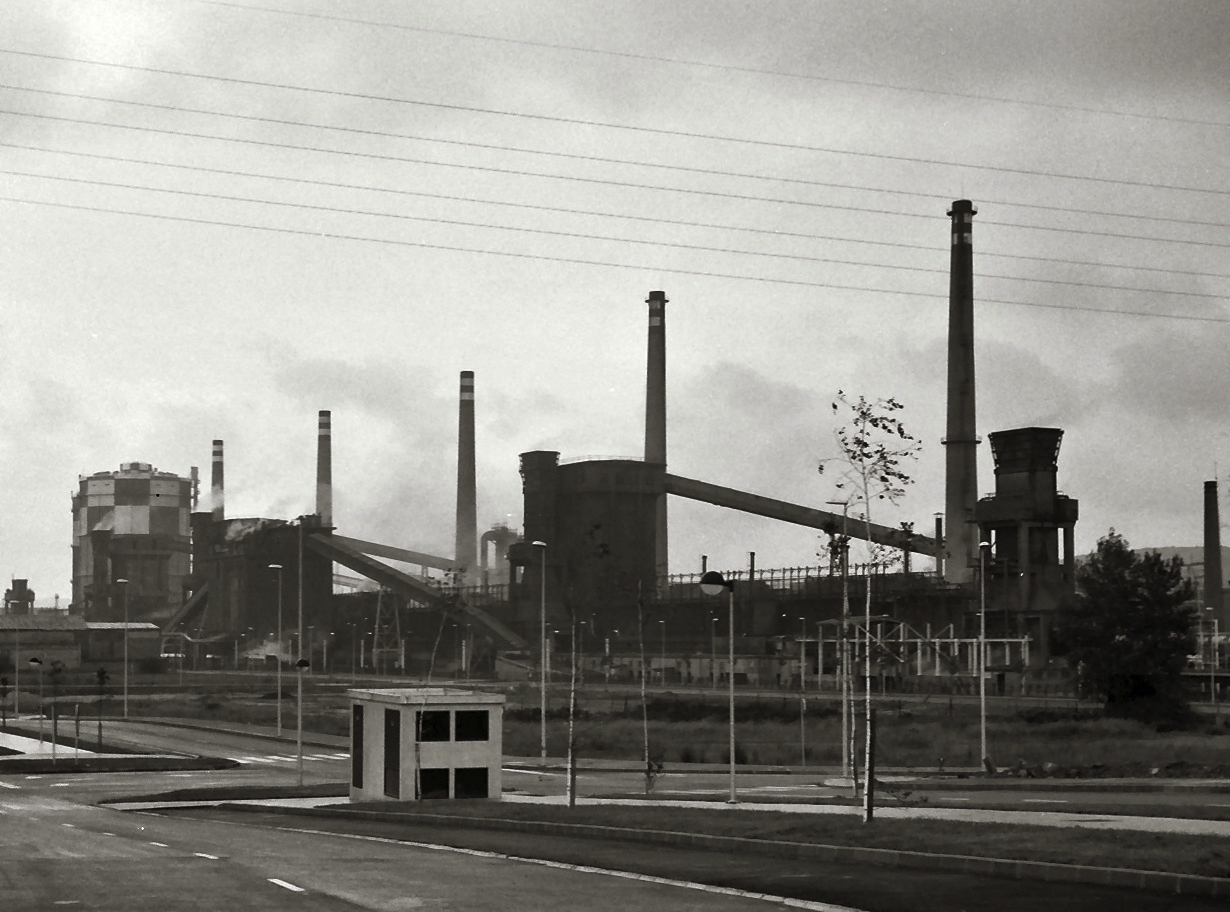
ENSIDESA-Stahlwerk in Avilés (2006)
Foto: Procsilas Moscas

Das Eisen- und Stahlerzeugsunternehmen Ensidesa (Abkürzung für Empresa Nacional Siderúrgica S.A., dt. „Nationales Stahlerzeugungsunternehmen“) wurde 1950 gegründet und baute ein integriertes Hütten- und Walzwerk in Avilés in Asturien auf. 1971 wurde das Unternehmen mit Uninsa fusioniert, dem drittgrößten nationalen Stahlproduzenten, den das INI 1966 übernommen hatte. Das seit 1971 von den Privatunternehmen United Steel und Altos Hornos de Vizcaya modernisierte Stahlwerk in Sagunt ging nach Nachfrageeinbruch 1978 an das INI über; am traditionellen spanischen Stahlerzeuger Altos Hornos de Vizacaya (AHV) selbst beteiligte sich das INI im Rahmen von industriepolitischen Restrukturierungsprogrammen nur in symbolischer Höhe. 1994 wurde im Rahmen des Plan de Competitividad Conjunto AHV – Ensidesa (dt. „Wettbewerbsfähigkeitsplan AHV-Ensidesa-Komplex“) die Unternehmensgruppe Corporación Siderúrgica Integral (CSI, dt. „Integrierte Stahl-Kooperation“) gegründet, die die rentablen Teile von AHV und Ensidesa umfasste und 1997 in Aceralia aufging, das nach (Re-)Privatisierung heute zu Arcelor Mittal gehört.
Zu den in der Autarkiephase aufgebauten Unternehmen gehörte auch der 1943 gegründete Aluminiumerzeuger Endasa (eigentlich Empresa Nacional de Aluminio, S.A.), der ebenfalls in Avilés ein großes Werk unterhielt. Endasa übernahm 1978 das zweitgrößte spanische Unternehmen seines Sektors, Alcan Aluminio Ibérica (nicht zu verwechseln mit einem 1989 im Zuge der Reprivatisierungen entstandenen Unternehmen, das seit 2001 ALCAN Aluminio España heißt). Im Zuge der Umstrukturierung des Jahres 1984 wurden die Aluminiumaktivitäten in Inespal zusammengefasst, das noch heute existiert und zu Alcoa gehört.

### Fahr- und Flugzeugbau

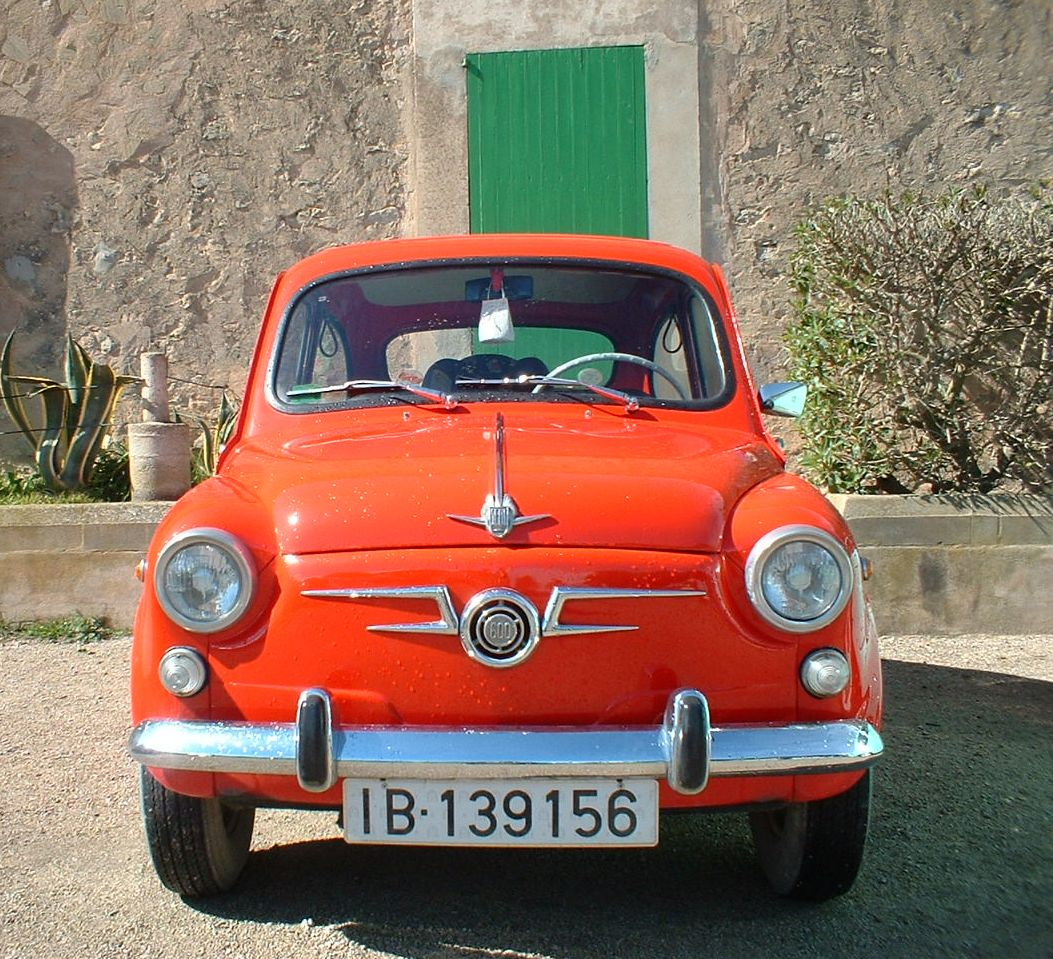
Seat 600

Die Produktion von Pkws gehörte 1940 zu den ersten beiden Branchen, die nach einem neuen Gesetz zur förderungswürdigen „Industrie von nationalem Interesse“ erklärt wurde. Es dauerte aber zehn Jahre bis ein Unternehmen für die Produktion von Autos in Spanien entstand: 1951 gründeten das INI, spanische Banken und Fiat die Sociedad Española de Automóviles de Turismo (Seat). Seat hatte auf dem bis 1976 nahezu vollständig durch Zollschranken und sehr knappe Importkontingente vor ausländischer Konkurrenz geschützten Markt einen Verkaufsanteil von über 50 %. Das INI übernahm 1980 die Mehrheit an Seat, nachdem Fiat seine Beteiligung abstoßen wollte. Im Zuge der Sanierungen und Reprivatisierungen war Seat 1986 die erste bedeutendere INI-Gründung, deren Aktienmehrheit an ein Privatunternehmen, die Volkswagen AG, verkauft wurde.
Bereits 1946 hatte das INI die Empresa Nacional de Autocamiones, S.A. (Enasa), einen Lastkraftwagenhersteller, gegründet. Enasa wurde auf Basis des zuvor vom Staat übernommenen prestigereichen spanischen Automobilherstellers La Hispano-Suiza aufgerichtet. Seine Produkte trugen die Marke Pegaso und beherrschten ebenfalls in Spanien während des Franco-Regimes den Markt. Hispano-Suiza hatte Limousinen und Sportwagen für gehobene Ansprüche produziert. Im Rahmen von Enasa wurde daher auch der Versuch unternommen, mit hochklassigen, eigenständigen Sportwagen aus spanischer Produktion internationale Anerkennung zu erwerben. Dieses sehr teure und unrentable Projekt, das angesichts der in allen Bereichen kritischen Versorgungslage in der spanischen Nachkriegszeit anachronistisch wirkte, wurde 1958 eingestellt, nachdem weniger als 100 Fahrzeuge produziert worden waren. Enasa gehört seit der Privatisierung 1990 zu Iveco, das die Marke Pegaso in Spanien fortführt.
Ebenfalls zum INI gehörte das Nationalunternehmen für Flugzeugmotoren ENMASA, das auf einem 1951 übernommenen Privatunternehmen (Elizalde) aufgebaut wurde. Es stellte seit 1959 auch Dieselmotoren für Kraftfahrzeuge her und produzierte seit 1963 Mercedes-Benz-Kleintransporter für den spanischen Markt. 1968 fusionierte es mit dem Mercedes-Importeur IDASA und 1972 mit dem DKW-Lizenzproduzenten IMOSA zur Compañía Hispano Alemana de Productos Mercedes-Benz y Volkswagen (MEVOSA, zu dt. „Spanisch-Deutsche Gesellschaft für Mercedes-Benz- und Volkswagen-Produkte“). INI hielt daran 24 %. 1976 übernahmen Daimler Benz und das INI die Aktien, die VW am Unternehmen gehalten hatte, 1980 übernahm Daimler Benz nach Ausbau seiner Beteiligung auf 52 % die Mehrheit am Unternehmen, das 1981 in Daimler Benz España umbenannt wurde.
Im Flugzeugbau übernahm das INI seit 1943 schrittweise den Flugzeughersteller Construcciones Aeronáuticas S.A. (CASA), der in Lizenz von Junkers und Heinkel Kampfflugzeuge herstellte und im Bürgerkrieg die Flugzeuge der Franco-Kriegspartei repariert hatte. CASA produzierte auch zivile Flugzeuge zum Personentransport. 1971 trat es dem Airbus-Konsortium bei; 1972 übernahm es Hispano Aviación S.A., die ehemalige Flugzeugsparte der Hispano-Suiza. Seit 2000 ist CASA, das teilprivatisiert wurde, Teil von EADS. Die INI-Nachfolgeorganisation SEPI hält noch einen Anteil von 5,5 %.

### Werften

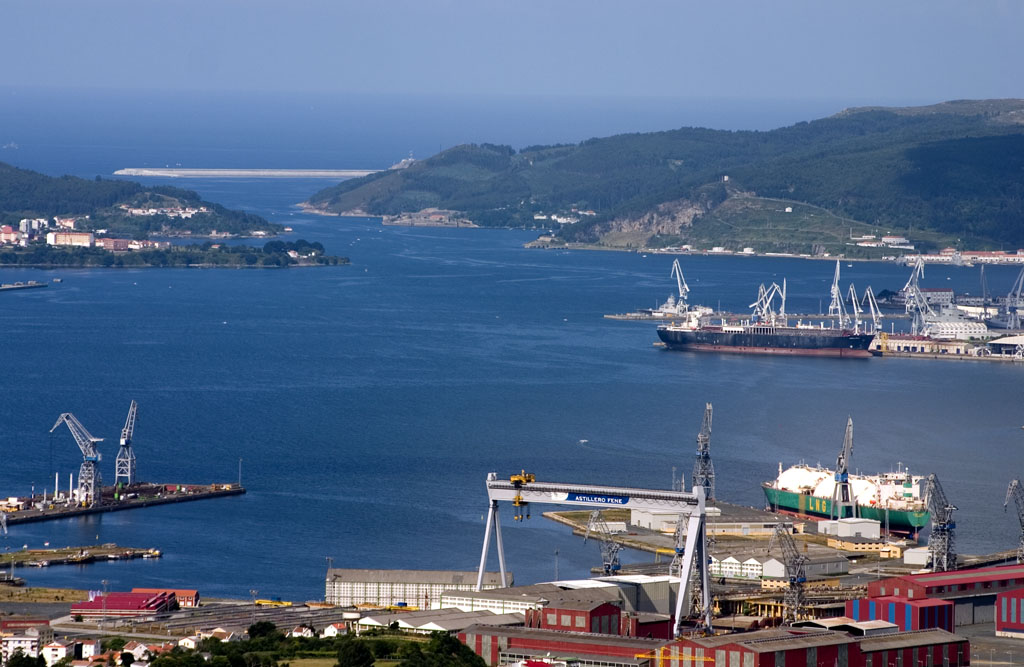
Werften in Ferrol (2005)

Die erste Werft des INI war die seit 1943 aufgebaute Empresa Nacional Bazán in Francos und Suanzes Heimatstadt Ferrol, die Kriegsschiffe produzierte.
Der Bereich der zivilen Werften in Spanien, die vor einem zehnjährigen Handelsflottenerneuerungsprogramms seit Mitte der 1950er Jahre nur sehr geringes Produktionspotential besaßen, wies in den späten 1950er und besonders den 1960er Jahren rasches und starkes Wachstum auf.
Die erste zivile Werft des INI bildeten die 1950 vom ursprünglichen Besitzer beschlagnahmten und 1951 in einem Abkommen mit diesem an das INI übertragenen Astilleros de Cádiz in Cádiz. Das Unternehmen wurde modernisiert und stellte vor allem Transportschiffe für die ebenfalls zum INI gehörende Reederei Elcano und Öltanker für die spanische Erdölwirtschaft her. 1965 wurden den Astilleros de Cádiz die beiden Werften von Elcano eingegliedert. Das neue Unternehmen war das größte in Spanien.
Im Rahmen der Entwicklungspläne wurde 1967 eine konzertierte Aktion für die spanischen Werften einberufen, die 1969 zur Gründung des Gemeinschaftsunternehmens Astilleros Españoles (AESA; dt. „Spanische Werften“), führte, in dem die drei zivilen Großwerften Astilleros de Cádiz, Euskalduna und Sociedad Española de Construcción Naval vereint wurden. 1972 übernahm das INI die Mehrheit an der Werft Astilleros y Talleres del Noroeste (ASTANO) in Ferrol, das Teil von AESA wurde. 1976 übernahm das INI die finanziell angeschlagenen Astilleros de Cartagena. Ende der 1970er Jahre gingen AESA und seine Teilunternehmen zu 100 % in INI-Eigentum über. Durch Übernahmen und Notfallverstaatlichungen wurde AESA zwischen 1969 und 1983 zum viertgrößten Schiffbauunternehmen weltweit.
Wirtschaftlich gehörte AESA, das durch seine Spezialisierung auf Supertanker und Massengutfrachter in der Werftenkrise besonders getroffen war, zu den gefährdetsten Unternehmen der Staatsholding und war seit 1976 ständiger Gegenstand von Restrukturierungsplänen. Es verblieb auch nach 1995 im Portfolio der SEPI. Im Jahr 2000 wurde es mit den militärischen Werften (u. a. Bazán) im neuen Unternehmen IZAR vereinigt, das 2005 erneut in zwei Teile gespalten wurde. Der militärische Teil wird als Navantia weiter bestehen, während der zivile, der weiterhin IZAR heißt, sich derzeit in Liquidation befindet.

### Weitere Unternehmen und Aktivitäten
Neben den genannten Branchen, die Investitionsschwerpunkte des INI bildeten, war dieses noch in zahlreichen anderen Branchen aktiv.
Weite Teile des spanischen Düngemittelsektors waren Teil des INI, darunter seit 1942 die große Sociedad Ibérica del Nitrógeno. Aus der Konsolidierung verschiedener INI-Besitzungen entstand 1972 die Empresa Nacional de Fertilizantes, S.A. (Enfersa, dt. „Staatsunternehmen für Düngemittel“). Sie wurde Ende der 1989 privatisiert und gehört nun als Teil von Fertiberia zur Villa-Mir-Gruppe.
Das INI war trotz seines Namens nicht nur in der Industrie, sondern auch im Bereich der Dienstleistungen beteiligt. Es war Mehrheitsaktionär staatlicher Banken, gründete das führende spanische Seetransportunternehmen Empresa Naviera Elcano und die Autovermietung ATESA. Auch im Lufttransport war das INI aktiv. Es war seit 1943 Mehrheitseigentümer der Iberia und gründete 1954 Aviaco, insbesondere für den nationalen Luftverkehr. 1999 wurde Aviaco Iberia eingegliedert. Auch die staatliche spanische Nachrichtenagentur EFE gehörte seit den 1970er Jahren zum INI.
Im Sinne der Subsidiarität wurden in den 1970er Jahren neue Technologien im Bereich der Informatik zu einem neuen Schwerpunktgebiet des INI, da spanische Unternehmen hier aufgrund des Risikos kaum aktiv wurden. Mit Eria (eigentlich Estudios y Realizaciones de Informática Aplicada) wurde 1973 ein eigenes Softwareentwicklungsunternehmen gegründet, 1974 erhielt das INI eine Abteilung für Elektronik und Informatik. In der Folgezeit wurden weitere Forschungs- und Technologieunternehmen gegründet. Eria ging nach mehreren Fusionen in Indra Sistemas auf.
Zur Entwicklung industriell rückständiger Teile Spaniens gründete das INI in den 1970er und 1980er Jahren Regionalentwicklungsgesellschaften für Galicien, Andalusien, die Kanarischen Inseln, die Extremadura, Kastilien-León, Kastilien-La Mancha und Aragonien.
1964 gründete das INI eine Stiftung zur Förderung von Studium und Wissenschaft, die zunächst Fundación Santa María del Espíritu Santo hieß und 1976 in Fundación del INI (zu dt. „INI-Stiftung“) und 1982 in Fundación Empresa Pública (dt. „Stiftung Öffentliche Unternehmen“) umbenannt wurde. Seit 2002 heißt sie Fundación SEPI (deutsch „SEPI-Stiftung“). Sie vergibt Stipendien, unterhält ein Studentenwohnheim an der Universität Complutense Madrid und fördert Forschung im Bereich Wirtschaftswissenschaften und Wirtschaftsgeschichte. Außerdem gibt sie die wirtschaftswissenschaftliche Zeitschrift Investigaciones Económicas heraus.

## Präsidenten
- Juan Antonio Suanzes (1941–1963)
- José Sirvent (1963–1969)
- Julio Calleja (1969–1970)
- Claudio Boada (1970–1974)
- Francisco Fernández Ordóñez (1974)
- Juan Carlos Guerra Zunzunegui (1974–1975)
- José Miguel Antoñanzas (1975–1977)
- Francisco Giménez Torres (1977–1978)
- José Miguel de la Rica (1978–1981)
- Carlos Bustelo (1981–1982)
- Enrique Moya (1982–1984)
- Luis Carlos Croissier (1984–1986)
- Claudio Aranzadi (1986–1988)
- Jordi Mercader (1988–1990)
- Javier Salas (1990–1995)

### Sekundärliteratur
Allgemein
- Juergen B. Donges: La industrialización de España. Políticas, logros, perspectivas. Oikos-Tau, Barcelona 1976, ISBN 84-281-0257-0.
- Sima Lieberman, Growth and crisis in the Spanish economy. 1940–1993. Routledge, London / New York 1995, ISBN 0-415-12428-X.
- Gabriel Tortella: The Development of Modern Spain. An Economic History of the Nineteenth and Twentieth Centuries. Harvard University Press, Cambridge MA 2000, ISBN 0-674-00094-3.

Spezialliteratur
- Pablo Martín Aceña, Francisco Comín: INI. 50 años de industrialización en España. Espasa Calpe, Madrid 1991, ISBN 84-239-6238-5.
- Pablo Martín Aceña und Francisco Comín (Hrsg.): Empresa pública e industrialización en España. Alianza Editorial, Madrid 1990, ISBN 84-206-6712-9.
- Elena Laruelo Rueda: Los fondos históricos del INI. Fuentes para el estudio de la empresa pública industrial. (PDF; 139 kB), Januar 2005.
- Papeles de Economía Española, Band 38, Januar 1989, ISSN 0210-9107 (Inhaltsübersicht).
- Pedro Schwartz, Jesús Manuel González: Una Historia del Instituto Nacional de Industria (1941–1976). Tecnos, Madrid 1979, ISBN 84-309-0770-X.
- Alfonso Ballestero: Juan Antonio Suanzes, 1891–1977. La política industrial de la postguerra. LID, Ed. Empresarial, Madrid 1993, ISBN 84-88717-11-3 (der Autor war Mitarbeiter des INI).